# Az őz halála
Az őz halála (Moartea căprioarei) Nicolae Labiș román költő tizenkilenc éves korában írt elégiája, amelyet a költő mesterművének tartanak. 
George Călinescu szerint ha Labiş nem is írt volna egyéb verset, Az őz halála egymagában képes lett volna rögzíteni a költő nevét a fiatal nemzedékek tudatában. Nichita Stănescu azt írta visszaemlékezéseiben, hogy a világon bármit megadott volna azért, ha ő lehetett volna a vers szerzője.

## Keletkezése
A vers megtörtént eseményen alapul: az 1946-os aszály és éhínség idején Nicolae Labiș gyermekként elkísérte apját, aki orvvadászattal próbálta családját az éhezéstől megmenteni. Más változat szerint a vadászatra 1945-ben került sor, amikor az apa épp hogy hazaérkezett a háborúból; a versbeli őzsuta valójában őzbak volt.
A költő nővérének, Margareta Labișnak a visszaemlékezése szerint a vers egyetlen nap alatt született. 1954. augusztusban Nicolae Labiș váratlanul hazaérkezett szülőfalujába, elmondása szerint azért hogy a szülői házban pihenjen két hétig. Még aznap kiment az 1946-os vadászat helyszínére, hogy rendezze emlékeit. Este bezárkózott szobájába, és éjfél körül lelkesen mondta édesanyjának, hogy egy nagyon jó verset írt, és fel is olvasta neki. Másnap visszautazott Bukarestbe, hogy mielőbb intézze a vers kiadását. A vonaton találkozott Fănuș Neagu íróval, és fel akarván olvasni neki művét, rájött, hogy a kéziratot otthon felejtette. Közben Margareta megtalálta a kézirat lapjait, és postán elküldte a költőnek, aki a Viața Românească szerkesztőségébe vitte. A verset a lap októberi számában adták ki; 1956-ban a költő első kötetében (Primele iubiri) is megjelent.
Nicolae Labiș  hagyatékának kutatója, Mircea Coloşenco irodalomkritikus szerint a költemény öt változatban maradt fenn.

## Cselekménye
A forró, aszályos nyári időben a gyermek elkíséri apját a vadászatra. A pataknál állnak lesben, ahova az őzek inni járnak. Várakozás közben a gyermek úgy érzi, hogy a szomjúság, amit érez, az őz rokonává teszi. Az erdő ijesztő képpé alakul át, oltárrá, ahol az őzet feláldozzák. Megjelenik az őz, aki mintha érezné, hogy meg kell halnia. A gyermek őzzé változott lánynak képzeli az állatot, és életében először azt kívánja, hogy apja célt tévesszen. A puska elsül, az őz meghal, az apa boldogan felkiált: van hús! A gyermekben ellentétes érzések kavarognak: az éhség és a bűntudat. 

## Szerkezete és stílusa
A tizenkét versszak egyenetlen hosszúságú, rendre 6, 8, 5, 4, 4, 4, 4, 8, 12, 8, 8, 4 sorosak. A negyedik szakasz és a tizedik szakasz első négy sora néhány szó kivételével azonos; az eltérő szavak az őz halála előtti és utáni lelkiállapotot érzékeltetik (A szédítő víz milyen áttetszőn csordogál! / A szédítő víz milyen sötéten csordogál! ) Az egyes versszakokban páros rímek, keresztrímek, félrímek váltakoznak.
A versben keverednek a lírai, epikai és drámai részek, a valóságos és fantasztikus, a mitikus és emberi elemek. Az őz a tisztaság és szépség, az ártatlanság és kecsesség, a gyermeki naivitás szimbóluma.
Az őz halála előtti feszült hangulatot a költő 
- megszemélyesítés (Seceta a ucis orice boară de vânt / A szárazság minden kis fuvalmat megölt),
- hiperbola(wd) (Soarele s-a topit și a curs pe pământ / lecsurgott a nap, és benne fürdött a föld),
- ismétlés(wd) (focuri, focuri / lángok, lángok), jelzők (sălbatice, satanice jocuri / vad és sátáni tánc; [î]ngrozitoare înserare / rettentő alkony),
- hasonlat (Ca pe-un altar ard ferigi cu flăcări vineții / Mint az oltárláng, kéken égnek a pajzsikák) segítségével érzékelteti.[13]

Az őz halála és az azt követő események leírása 
- alliterációval kezdődik (văile vuiră / visszahangzott a völgy), de tartalmaz
- hasonlatokat (Și viața căprioarei spre zările târzii Zburase lin, cu țipăt, ca păsările toamna, Când lasă cuiburi sure și pustii / és az őz élete úgy suhant el, akár az őszi égen sikoltozva szálló és kihalt fészkét otthagyó madár),
- ellentétet(wd) (Împleticit m-am dus și i-am închis Ochii umbroși, trist străjuiți de coarne, Și-am tresărit tăcut și alb când tata Mi-a șuierat cu bucurie: - Avem carne! / Odabotorkáltam, s gyöngéden lefogtam aganccsal védett, homályos szemét, sápadtan s némán álltam föl mellőle, apám ujjongott: van már hús elég!)
- metaforát is. (Pe-o nară pușca tatii scoate fum / Kányádi műfordításában nincs metafora, a szó szerinti fordítás: Apa puskájának az egyik orrlyuka füstöt ereszt ki).

## Feldolgozásai
A versből 1969-ben Cristu Polucsis rendező készített rövidfilmet Moartea căprioarei címmel, amelyet 1972-ben mutatott be a televízió. A Cadoul [Az ajándék] című rövidfilm (2015), amelyet Dumitru Grosei rendezett, a költemény átdolgozásán alapul.
Folkzenei feldolgozását Anton Gheorghe Ieremia készítette Adrian Păunescu felkérésére; a dalt a Cenaclul Flacăra rendezvényein a Chiriac testvérek énekelték.

## Magyar fordításai
Magyar nyelvre Kányádi Sándor, P. Tóth Irén és Csata Ernő fordította le.

### A vers utolsó négy sora
| Nicolae Labiș | Kányádi Sándor | P. Tóth Irén | Csata Ernő |
| --- | --- | --- | --- |
| Ce-i inimă? Mi-i foame! Vreau să trăiesc, și-aș vrea… Tu, iartă-mă, fecioară – tu, căprioara mea! Mi-i somn. Ce nalt îi focul! și codrul, ce adânc! Plâng. Ce gândește tata? Mănânc șï plâng. Mănânc! | Mi az, hogy szív? Éhes vagyok! És élni akarok én… Bocsáss meg, kicsi szüzem, bocsáss meg őzikém. Álmos vagyok. A tűz de magas, de mély a rengeteg! Min tűnődsz, apám? Sírok. Nyelem a húst s a könnyeket. | Mi van, szívem? Éhség gyötör! Csak élni akarok… Bocsásd meg tettem, őzikém, ha megbocsáthatod! Álmos vagyok. De nagy a tűz! S az erdő végtelen! Sírok. Mit gondol apám? Sírok és eszem. Eszem! | Mi van szív? Éhes vagyok! Élni szeretnék, és akarnám… Hogy te nekem megbocsáss, te, szűz, őzsutám! Álmos vagyok. Mily magas a tűz! S az erdő oly messze! Sírok! Mit gondol apám? Eszek és sírok. Eszek! |